# Aspidogyne robusta
Aspidogyne robusta är en orkidéart som först beskrevs av Charles Schweinfurth, och fick sitt nu gällande namn av Leslie Andrew Garay. Aspidogyne robusta ingår i släktet Aspidogyne och familjen orkidéer. Inga underarter finns listade i Catalogue of Life.